# Le motorizzate
Le motorizzate è un film del 1963 diretto da Marino Girolami.

## Episodi
Il film è diviso in cinque episodi che hanno come tema comune le donne al volante (il film è stato girato in pieno boom economico, quando la motorizzazione divenne un fenomeno di massa): 
- Carmelitane sprint
- Roulotte squillo
- La signora ci marcia
- Il vigile ignoto (con Totò)
- Un investimento sicuro

### Carmelitane sprint
Scontro fra un furgoncino Volkswagen Transporter T1 di religiose in servizio elettorale per la Democrazia Cristiana (accompagnano alle urne un ex gerarca fascista, vecchio ed immobilizzato sulla sedia a rotelle) ed un'utilitaria Fiat 600 con a bordo un gruppetto di giovani militanti del PCI. Fra le monache, Ave Ninchi che si esibisce in mosse di judo.

### Roulotte squillo
Episodio con Bice Valori, peripatetica in roulotte sotto un viadotto. Nella periferia ormai prossima alla campagna, a disturbare gli amplessi ci si mette anche una impertinente mucca che si affaccia al finestrino del mezzo e Pompeo Saronno, un vecchio generale moralista.

### La signora ci marcia
Episodio con Valeria Fabrizi e Walter Chiari nelle vesti di marciatore esilarante in una gara podistica ritmata a tempo di musica.

### Il vigile ignoto
Il pranzo dell'Epifania di Urbano Cacace, ridotto in miseria, è un uovo alla coque da dividere tra quattro persone. Allora si finge vigile urbano per approfittare di una raccolta di beneficenza organizzata dalla polizia municipale. La cosa riesce tanto bene che decide di diventare vigile urbano, comincia ad elevare contravvenzioni ed a cambiare la segnaletica stradale (tra l'altro apportando notevoli migliorie). Scoperto per puro caso viene processato ma lo si ritrova ancora in moto a fingersi agente della polizia stradale.

### Un investimento sicuro
Sandra Mondaini investe Raimondo Vianello con la sua nuovissima auto appena ritirata dal negozio. Vianello approfitta dell'accaduto ed insieme al compare Riccardo Billi (che si finge medico) tenta una truffa assicurativa. Purtroppo Sandra si stava recando a pagare il primo premio della polizza e tecnicamente non è assicurata, così Sandra e Raimondo (tra i quali sta nascendo una tenera simpatia) decidono di inscenare un finto incidente quello stesso pomeriggio, dopo che Sandra abbia pagato il premio. Purtroppo le cose non vanno come previsto e Vianello viene investito da Billi, povero in canna e senza assicurazione.